# ТОВАЛОП
ТОВАЛОП (англ. TOVALOP, от англ. Tanker Owners Voluntary Agreement concerning Liability for Oil Pollution) — договор, заключённый владельцами танкеров, согласно которому при разливе нефти или её угрозе они обязуются принять меры по предотвращению загрязнения или принять меры к ликвидации последствий загрязнения, а также возместить ущерб от загрязнения моря нефтью потерпевшим лицам. В рамках ТОВАЛОП действует лимит материальной ответственности: 160 долларов США за одну регистровую тонну судна-загрязнителя, но не более 16,8 миллиона долларов США. Используется как норма международного права с 1969 года.
Аббревиатура ТОВАЛОП используется также для обозначения Международной федерации по ограничению ответственности владельцев танкеров в случае загрязнения.
Эта федерация была основана в 1969 году в Лондоне при участии ведущих нефтяных компаний: Бритиш Петролеум, Эссо, Галф Ойл, Мобил Ойл, Шелл, Стандард Ойл, Тексако. В настоящее время членами данной международной федерации являются более 90 % владельцев танкеров.
Каждый владелец танкера, вступающий в Международную федерацию, должен представить доказательство того, что способен возместить ущерб в случае аварии. Таким доказательством служит страховой полис, удостоверяющий страхование ответственности судовладельца в клубе взаимного страхования, либо в надёжной страховой компании, либо в Международной ассоциации по страхованию танкеров, которая действует в рамках Международной федерации по ограничению ответственности владельцев танкеров в случае загрязнения. Документом, подтверждающим членство в ТОВАЛОП, является специальный сертификат ТОВАЛОП.

Наличие страхования или гарантий покрытия ущерба от розлива нефтью является обязательным для судов, перевозящих более 2000 тонн нефти, зарегистрированных в государствах или входящих в порты государств, подписавших «Международную конвенцию о гражданской ответственности за ущерб от загрязнения нефтью» 1992 года. Нефтью в конвенции понимается «любая стойкая нефть, в частности сырая нефть, мазут, тяжелое дизельное топливо, смазочное масло и китовый жир, .. в качестве груза или в топливных танкерах».

## См.также
Экологическое страхование